# Bellendena montana
Sous-famille
Genre
Espèce
Classification phylogénétique
Bellendena montana est une espèce de plante buissonnante de la famille des Proteaceae endémique des zones montagneuses de la Tasmanie.
Elle est monotypique dans son genre et sa sous-famille.
Les études phylogénétiques ont montré qu'il s'agit d'un genre basal de la famille des Proteaceae.
Elle n'est pas cultivée en raison des difficultés à la faire pousser en plaine.

## Galerie

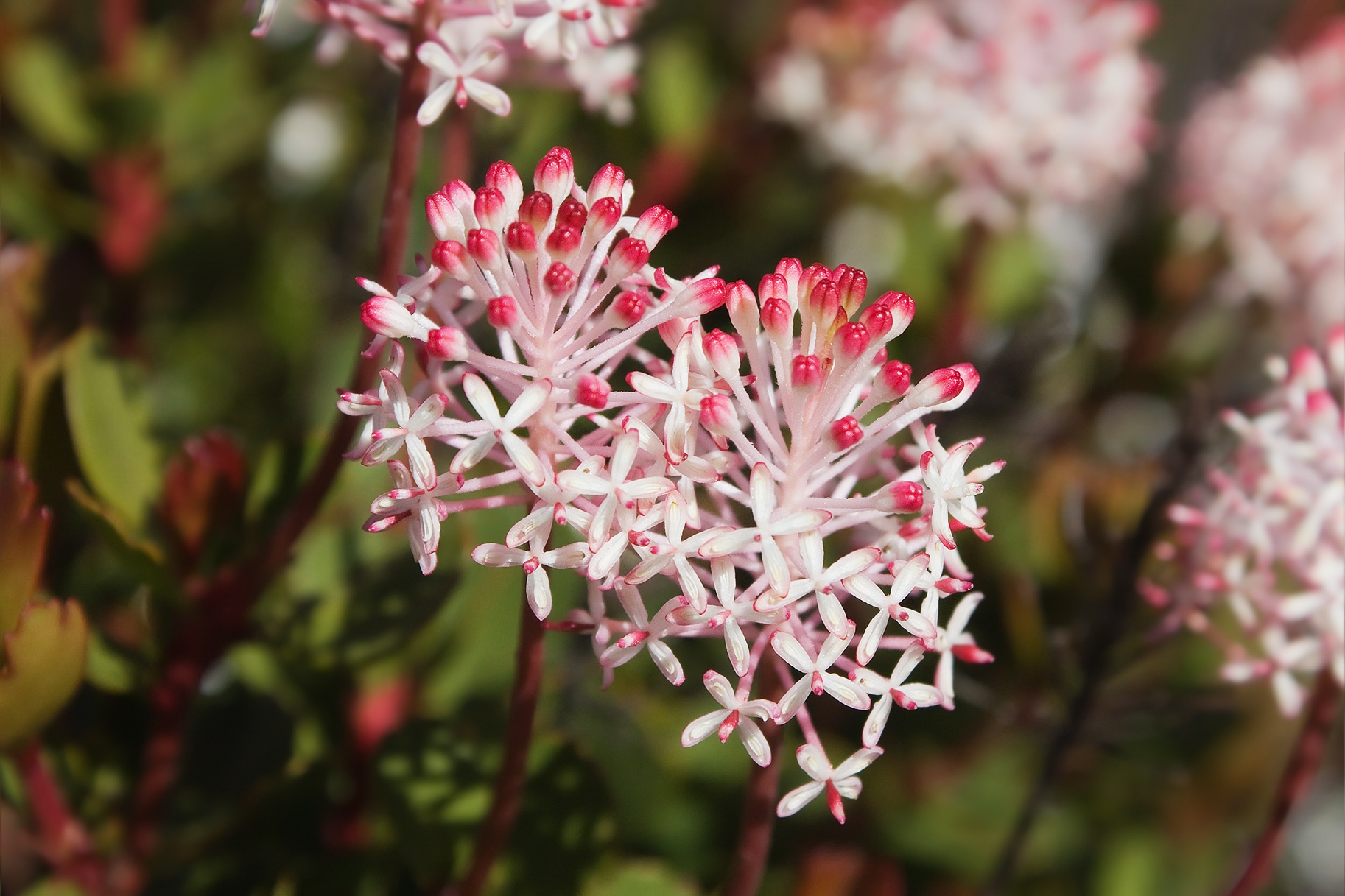
Inflorescence